# محمد بن عبد الله بن حيويه
أبو الحسن محمد بن عبد الله بن زكريا بن حيويه النيسابوري ثم المصري الشافعي (273 هـ - 366 هـ) راوي حديث من الثقات.

## سيرته
ولد في نيسابور سنة ثلاث وسبعين ومائتين. قدم مصر صغيرًا. كان ثقةً نبيلًا. أَخذَ عَنْهُ الدَّارَقُطْنِيُّ، وَقَالَ: كَانَ لاَ يتركُ أَحَداً يتحدَّثُ فِي مَجْلِسِهِ، وَقَالَ: جِئْتُ إِلَى شَيْخٍ عِنْدَهُ (المُوَطَّأ)، فَكَانَ يُقرأُ عَلَيْهِ وَهُوَ يتحدَّثُ. فَلَمَّا فَرَغَ، قُلْتُ: أَيُّهَا الشَّيْخُ: يُقرأُ عَلَيْكَ وَأَنْتَ تتحدَّثُ؟! فَقَالَ: قَدْ كُنْتُ أَسمعُ، قَالَ: فَلَمْ أَعُدْ إِلَيْهِ. قُلْتُ: كَذَا شُيُوْخُ الحَدِيْثِ اليَوْمِ، إِنْ لَمْ ينعسُوا تحدَّثُوا، وَإِنْ عُوتِبُوا، قَالُوا: قَدْ كُنَّا نَسْمَعُ، وَهَذِهِ مُكَابرَةٌ.
تُوُفِّيَ ابْنُ حَيُّوْيَه: فِي رَجَبٍ سَنَةَ سِتٍّ وَسِتِّيْنَ وَثَلاَثِ مائَةٍ.

## روايته للحديث
- روى عن: عَمُّهُ الحَافِظُ يَحْيَى بنُ زَكَرِيَّا الأَعْرَجُ مِنْ بَكْرِ بنِ سَهْلٍ الدِّمْيَاطِيِّ، وَالإِمَامِ أَبِي عبدِ الرَّحْمَنِ النَّسَائِيِّ، وَأَبِي بَكْرٍ أَحْمَدَ بنِ عَمْرٍو البَزَّارِ، وَعَبْدِ اللهِ بنِ أَحْمَدَ بنِ عبدِ السَّلاَمِ الخفَّافِ.
- حدث عنه: عَبْدُ الغَنِيِّ الحَافِظُ، وَعَلِيُّ بنُ مُحَمَّدٍ الخُرَاسَانِيُّ القيَّاسُ، وَهَارُوْنُ بنُ يَحْيَى الطَّحَّانُ، وَمُحَمَّدُ بنُ جَعْفَرِ بنِ أَبِي الذِّكرِ، وَمُحَمَّدُ بنُ الحُسَيْنِ الطَّفَّالُ، ومُحَمَّدِ بنِ جَعْفَرِ بنِ أَعينَ، وَجَعْفَرِ بنِ أَحْمَدَ بنِ عَاصِمٍ، وَأَبِي يَعْقُوْبَ المَنْجَنِيْقيِّ، وَآخَرُوْنَ.[2]